# Temné proudy
Temné proudy je čtrnáctým románem amerického spisovatele detektivních knih Michaela Connellyho a také desátou knihou s losangeleským detektivem Hieronymem "Harrym" Boschem v hlavní roli. Bosch se zde setkává s agentkou FBI Rachel Wallingovou a román navazuje na nedořešené dějové linie z knih Básník , Obranná reakce a Temnější než noc.

## Děj knihy
Bosch se pouští do vyšetřování smrti bývalého agenta FBI Terryho McCaleba na žádost jeho ženy. Bosch získá podezření, že McCaleb byl zavražděn a vrahem by mohl být bývalý vedoucí agent FBI Robert Backus, jež je znám pod přezdívkou Básník, a to přesto, že je považován za mrtvého. Vyšetřování Bosche zavede do Las Vegas, kde se dostane do kontaktu s FBI. Mezitím se agentka FBI Rachel Wallingová stává adresátem zpráv, které Backus posílá FBI. Rachel kdysi zaučoval právě agent Backus (stejně jako McCaleba) a po skončení vyšetřování případu Básník byla kvůli své roli v případu přeložena na pobočku v Jižní Dakotě. Protože Bosch ani Wallingová nemají přímý přístup k vyšetřování FBI, spojí nakonec své síly a začnou spolupracovat. V průběhu románu se střídají dva druhy vyprávění. U Bosche je využito vyprávění v první osobě, které se střídá s vyprávěním v třetí osobě v případě Wallingové a Backuse. Bosch zde potká sousedku, o níž se později (v knize Poslední šance) dozví, že se jmenuje Cassie Blacková. Cassie byla hlavní postavou v knize Zrádný měsíc. Bosch zde také naváže intimní vztah s Rachel Wallingovou. Na konci pak přijme nabídku své bývalé parťačky Kiz Riderové aby se vrátil do losangeleského policejního sboru, který řídí nový policejní náčelník a stal se detektivem na oddělení loupeží a vražd v sekci otevřených nevyřešených případů.
Nakonec Bosch s Wallingovou doženou Básníka ke spravedlivému trestu, když jej při honičce zaženou do betonových kanálů rozvodněné řeky Los Angeles, kde se utopí. Bosch při tom jen těsně unikne stejnému osudu. Backusova smrt je tentokrát na rozdíl od knihy Básník potvrzena. Boschův vztah s Wallingovou se nakonec rozpadne, když se Bosch dozví, že FBI zjistila, že Backus ve skutečnosti nebyl za McCalebovu smrt zodpovědný, ale nic mu o tom neřekli. McCaleb se zabil sám a provedl to tak aby jeho smrt vypadala jako nehoda, protože jeho transplantované srdce přestávalo fungovat správně a nechtěl zatěžovat svou ženu a děti neúnosnými výdaji nutnými pro další náročnou operaci.